# Thom de Klerk
Thom de Klerk (Thomas Johannes Josephus) (10. maj 1912 i Haag – 13. oktober 1966 i Abcoude) var en nederlandsk fagottist, dobbeltrørbladsmager, underviser og dirigent. Thom de Klerk var den første solofagottist i Koninklijk Concertgebouworkest fra 1935 til hans død i 1966.

## Biografi
Thom de Klerk studerede ved Koninklijk Conservatorium Den Haag hos Jacq. Poons, en gammeldags underviser, der lod sine elever studere skalaer i timevis. I 1935 vandt Thom de Klerk som 23-årig stillingen som førstefagottist i Concertgebouworkest under Willem Mengelbergs ledelse.

## Fagotbyggeri
Lige efter anden verdenskrig blev de Klerk inviteret til at være konsulent hos den anerkendte instrumentbygger Cabart i Paris.
I 1950 åbnede Thom de Klerk sit eget fagotværksted; først på øverste etage i hans eget hjem i Amsterdam, men senere i et større lokale. Antallet af producerede fagotter forblev dog beskedent. Thom de Klerk havde mange talenter, men at være forretningsmand var ikke et af dem. Ret hurtigt, i 1952, gik fagotværkstedet konkurs.